# Гусятинский район
Гуся́тинский райо́н (укр. Гуся́тинський райо́н) — упразднённая административная единица на востоке Тернопольской области Украины. Административный центр — пгт Гусятин.

## Географическое положение
Район граничил на севере с Подволочисским, на юге — с Чортковским, на западе — с Теребовлянским районами Тернопольской области, на востоке — с Городокским и Чемеровецким районами Хмельницкой области. Расположен на Подольской возвышенности.
Площадь — 1016 км² (2-е место среди районов).
Основные реки — Белая Криница, Бродок, Гнилая, Гнилая Рудка, Голодные Ставы, Гребелька, Жабий Поток, Збруч, Ничлава, Ничлавка, Оришка, Поплавы, Слободка, Стрелка, Суходол, Тайна, Чабаровка, Черница.
Имеются залежи глины, кварцевых песков, мела, мергеля, гравия, гальки.
Климат умеренно континентальный.

## История
Район образован 20 января 1940 года из города Гусятин и трёх сельских гмин Копичинецкого повета Тарнопольского воеводства (Васильковцы, Городница и Гусятин). 19 марта 1959 года к Гусятинскому району был присоединён Пробежнянский район.
В 1976 и 1977 годах стал победителем Всесоюзного социалистического соревнования, был награждён переходящим Красным знаменем ЦК КПСС, Совета Министров СССР, ВЦСПС и ЦК ВЛКСМ. Удостоен почётной грамоты Президиума Верховного Совета Украинской ССР.
В ходе административно-территориальной реформы в Украине, в 2020 году район был упразднён, его территория вошла в состав Чортковского района. На территории района были сформированы Васильковецкая, Гримайловская, Гусятинская, Копычинецкая и Хоростковская территориальные общины.

## Демография
Население района составляло 58 502 человека (данные 2019 г.), в том числе в городских условиях проживало 22 248 человек, в сельских — 36 254 человека.

## Административное устройство
На момент упразднения район включал в себя:
| - Городских советов: 2 - Поселковых советов: 2 - Сельских советов: 39 | - Городов: 2 - Посёлков городского типа: 2 - Сёл: 61 |

### Местные советы[6]
| - Копычинский городской совет - Хоростковский городской совет - Гримайловский поселковый совет - Гусятинский поселковый совет - Васильковецкий сельский совет - Гадинковский сельский совет - Глебовский сельский совет - Городницкий сельский совет - Жабинецкий сельский совет - Зелёновский сельский совет - Калагаровский сельский совет - Клювинский сельский совет - Котовский сельский совет - Коцюбинский сельский совет - Красненский сельский совет - Крогулецкий сельский совет - Лежановский сельский совет - Лычковецкий сельский совет - Майданский сельский совет - Малоборковский сельский совет - Малолукский сельский совет - Нижборковский сельский совет | - Окнянский сельский совет - Ольховчицкий сельский совет - Оришковский сельский совет - Перемиловский сельский совет - Познанский сельский совет - Постоловский сельский совет - Раштовецкий сельский совет - Саджовецкий сельский совет - Самолусковский сельский совет - Сидоровский сельский совет - Сороковский сельский совет - Старонижборковский сельский совет - Суходольский сельский совет - Сухоставский сельский совет - Толстенский сельский совет - Тудоровский сельский совет - Увисловский сельский совет - Хлоповский сельский совет - Целиевский сельский совет - Чабаровский сельский совет - Яблоновский сельский совет |

### Населённые пункты[7]
| с. Белиновка с. Боднаровка с. Буцыки с. Васильковцы с. Верховцы с. Волица с. Выгода с. Гадинковцы с. Глебов с. Городница пгт Гримайлов пгт Гусятин с. Емелевка с. Жабинцы с. Зелёное с. Калагаровка с. Карашинцы | с. Клювинцы с. Козина с. Кокошинцы г. Копычинцы с. Котовка с. Коцюбинцы с. Красное с. Крогулец с. Крутилов с. Кут с. Лежановка с. Лычковцы с. Майдан с. Малая Лука с. Малые Борки с. Монастыриха с. Нижборок | с. Новосёлка с. Окно с. Оленовка с. Ольховчик с. Оришковцы с. Паевка с. Перемилов с. Познанка с. Постоловка с. Раштовцы с. Рудки с. Саджовка с. Самолусковцы с. Сидоров с. Сорока с. Ставки с. Старый Нижборок | с. Суходол с. Сухостав с. Теклевка с. Толстое с. Трибуховцы с. Тудоров с. Увисла с. Хлоповка г. Хоростков с. Целиев с. Чабаровка с. Чагары с. Шидловцы с. Яблонов |